# Lobelia deleiensis
Lobelia deleiensis är en klockväxtart som beskrevs av Cecil Ernest Claude Fischer. Lobelia deleiensis ingår i släktet lobelior, och familjen klockväxter. Inga underarter finns listade i Catalogue of Life.